# HMS Herald (1923)
HMS Herald (Хейо) — гідрографічний корабель ВМС Великої Британії, який під час Другої світової війни також певний час належав до Імперського флоту Японії.

## Історія створення
Корабель спорудили на верфі Blyth Shipbuilding & Drydock у Блайті (східне узбережжя Англії) як тральщик (тральний шлюп) типу 24. Він носив назву «HMS Merry Hampton» та був завершений в 1919-му, вже після закінчення Першої світової війни. Як наслідок, корабель ніколи не використовувався за первісним призначенням та був поставлений на консервацію.

## Історія служби
В 1920-му корабель виставили на продаж, проте цього так і не відбулось, натомість в 1922 – 1923 на верфі Devonport DY провели його переобладнання у гідрографічне судно ВМС, що отримало назву «HMS Herald» (четверте судно такого імені). З 1924 по 1940 роки корабель діяв у далекосхідних водах з базуванням на Австралію, Гонконг (1929 – 1933), Сінгапур (1934 – 1935) та знову Гонконг (з 1936).
В липні 1940-го «HMS Herald» прибув до Сінгапуру та був поставлений на консервацію. В січні 1942-го під час облоги японцями Сінгапуру корабель затопили.
В 1943-му японці підняли судно, що з жовтня 1943-го отримало назву «Хейо-Мару», яка з січня 1944-го була скорочена до «Хейо».
14 листопада 1944-го «Хейо» перебувало в районі затоки Аданг, за півсотні кілометрів на південь від Балікпапану (центр нафтовидобувної промисловості на східному узбережжі Борнео), де підірвалось на міні та затонуло.